# Harinahalli, Krishnarajpet
Harinahalli là một làng thuộc tehsil Krishnarajpet, huyện Mandya, bang Karnataka, Ấn Độ.